# Weinbergstraße 33 (Magdeburg)
Das Haus Weinbergstraße 33 war ein denkmalgeschütztes Wohn- und Geschäftshaus in Magdeburg in Sachsen-Anhalt.

## Lage
Das Gebäude befand sich im Magdeburger Stadtteil Alte Neustadt auf der Nordseite der Weinbergstraße. Westlich grenzte das gleichfalls denkmalgeschützte Haus Weinbergstraße 34 an. Nordwestlich befand sich das Gelände der Bördebrauerei.

## Architektur und Geschichte

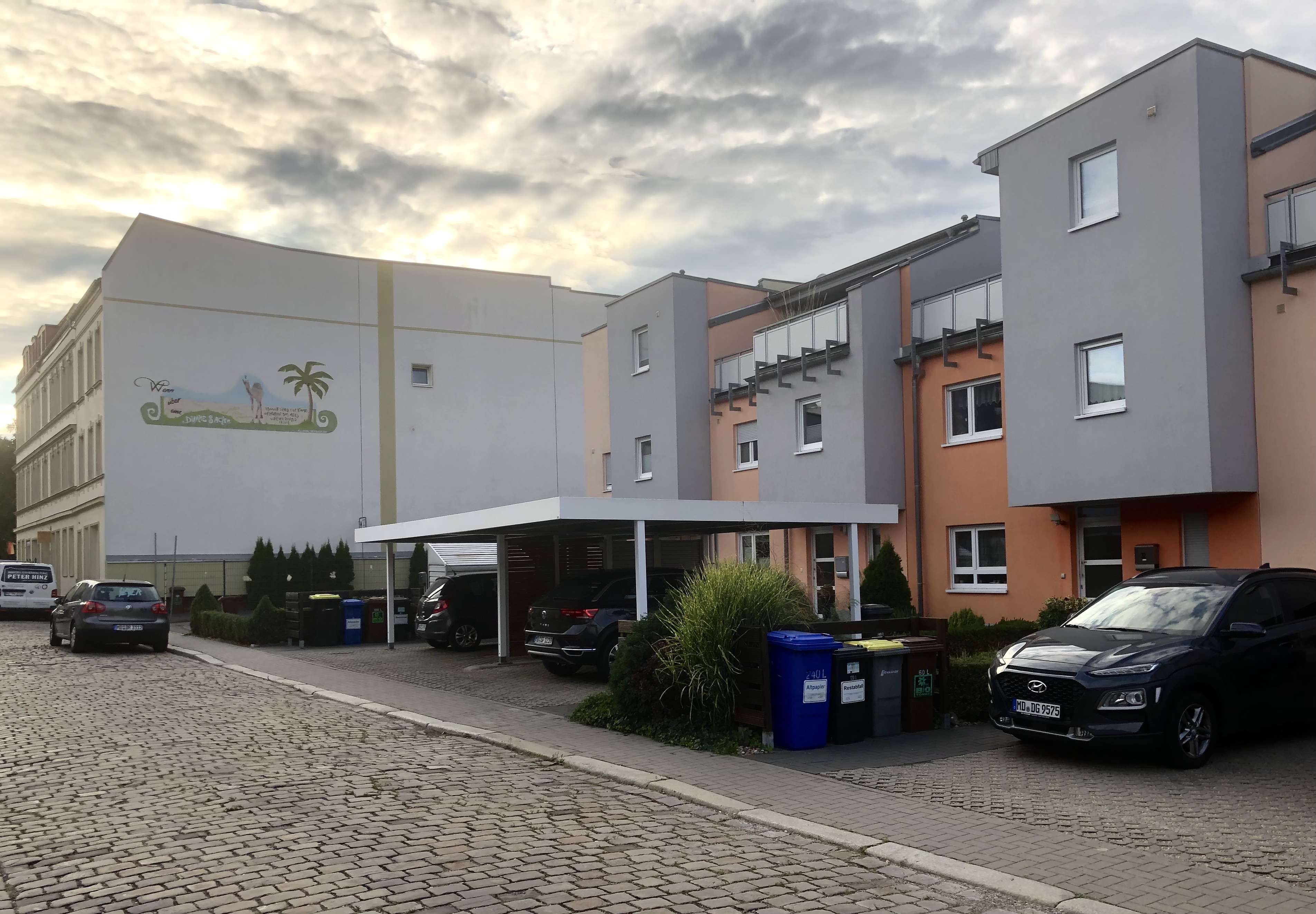
Blick auf den ehemaligen Standort im Jahr 2021

Der traufständige zweigeschossige Bau war im zweiten Drittel des 19. Jahrhunderts entstanden. Die fünfachsige verputzte Fassade war sehr schlicht gestaltet. Es bestand als horizontale Fassadengliederung ein sehr schmales einfaches Gurtgesims, die vertikale Gliederung erfolgte durch die hochrechteckigen Sprossenfenster. Für die Erscheinung der Fassade war die mittig angeordnete Tordurchfahrt dominierend. Bedeckt war das Haus mit einem Satteldach.
Das Haus galt als Zeugnis eines Wohngebäudes mit gehobenem Anspruch aus der Ära vor der Gründerzeit. Im Zusammenspiel mit dem deutlich größeren und später entstandenen Nachbarhaus Weinbergstraße 34, war am Haus die bauliche Entwicklung der Alten Neustadt im 19. Jahrhundert ablesbar.
Im örtlichen Denkmalverzeichnis war das Wohn- und Geschäftshaus unter der Erfassungsnummer 094 76898 als Baudenkmal verzeichnet. 2008 wurde ein Abbruchantrag genehmigt. Zumindest im Jahr 2015 war das Gebäude dann bereits nicht mehr im Verzeichnis eingetragen.
Das Grundstück wurde dann mit Wohngebäuden neu bebaut. 